# Kościół Chrystusa Króla w Radziejach
Kościół Chrystusa Króla w Radziejach – rzymskokatolicki kościół parafialny zlokalizowany we wsi Radzieje w gminie Węgorzewo (województwo warmińsko-mazurskie). Funkcjonuje przy nim parafia Chrystusa Króla.

## Historia

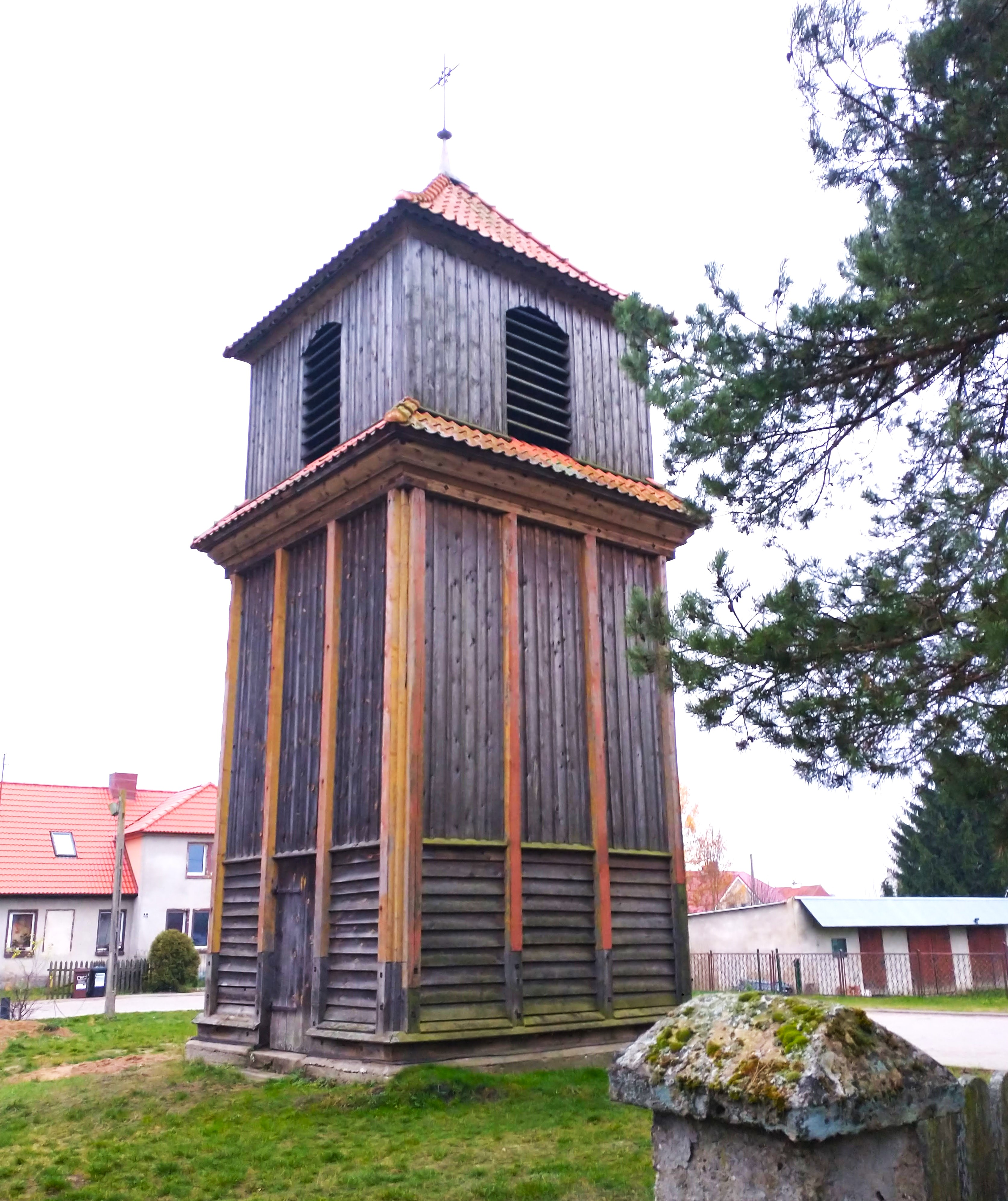
Dzwonnica

W okresie przed reformacją istniał we wsi kościół pod wezwaniem św. Mikołaja, należący do archiprezbiteratu w Reszlu. Na jego miejscu, kiedy popadł w ruinę, wzniesiono nowy obiekt w 1673. Przedsięwzięcie to finansowo wsparł Ahasver von Lehndorff. Przywilejem Fryderyka Wilhelma z 4 listopada 1683 uzyskał on dziedziczne prawo patronackie nad świątynią. Obecny kościół wznieśli ewangelicy w 1827 prawdopodobnie według projektu przyszłego króla pruskiego Fryderyka Wilhelma IV. Przeszedł on w ręce katolików po II wojnie światowej. Parafia przy nim erygowana była w 1962. Dokonał tego biskup Tomasz Wilczyński.

## Architektura i wyposażenie
Świątynia jest ośmioboczna, zbudowana z cegły, kamieni polnych, jak również materiałów pochodzących z ruin kościoła XV-wiecznego. Ostrosłupowy dach kryty dachówką zwieńczony jest latarnią. W centralnej części świątyni znajduje się figura Chrystusa na krzyżu naturalnej wielkości. Jest ona wykonana z polichromowanego betonu. 
Z pierwotnego wyposażenia zachowały się dwa niderlandzkie obrazy, które pochodzą z pierwszej połowy XVII wieku (Pojmanie Chrystusa i Chrystus przed Piłatem) oraz barokowy anioł chrzcielny, amor i figury ewangelistów. 
Z trzech dzwonów, które Lehndorff ufundował w 1727, do czasów obecnych dochował się tylko jeden (najmniejszy, z jego herbem rodowym). Zaginione w 1945 pozostałe dzwony zostały zastąpione w 1972 przez nowe. 

## Otoczenie
Przy kościele istniał w przeszłości cmentarz. Zachowały się z niego kamienne nagrobki żołnierzy z I wojny światowej.  
Przy świątyni stoi drewniana dzwonnica pochodząca z pierwszej połowy XVIII wieku. Jest budowlą starszą od samego kościoła. Murowana plebania została zbudowana w 1907. 